# Туманність Гантель
Туманність Гантель (також знана як Мессьє 27, М27, або NGC 6853) — планетарна туманність в сузір'ї Лисички, знаходиться на відстані 1250 світлових років від Землі.
Цей об'єкт був першою планетарною туманністю, відкритою Шарлем Мессьє 12 липня 1764 року. Видима яскравість 7,4 зоряної величини і діаметр близько 8 кутових хвилин.
Вік Туманності Гантель оцінюється від 3000 до 4000 років.

## Спостереження

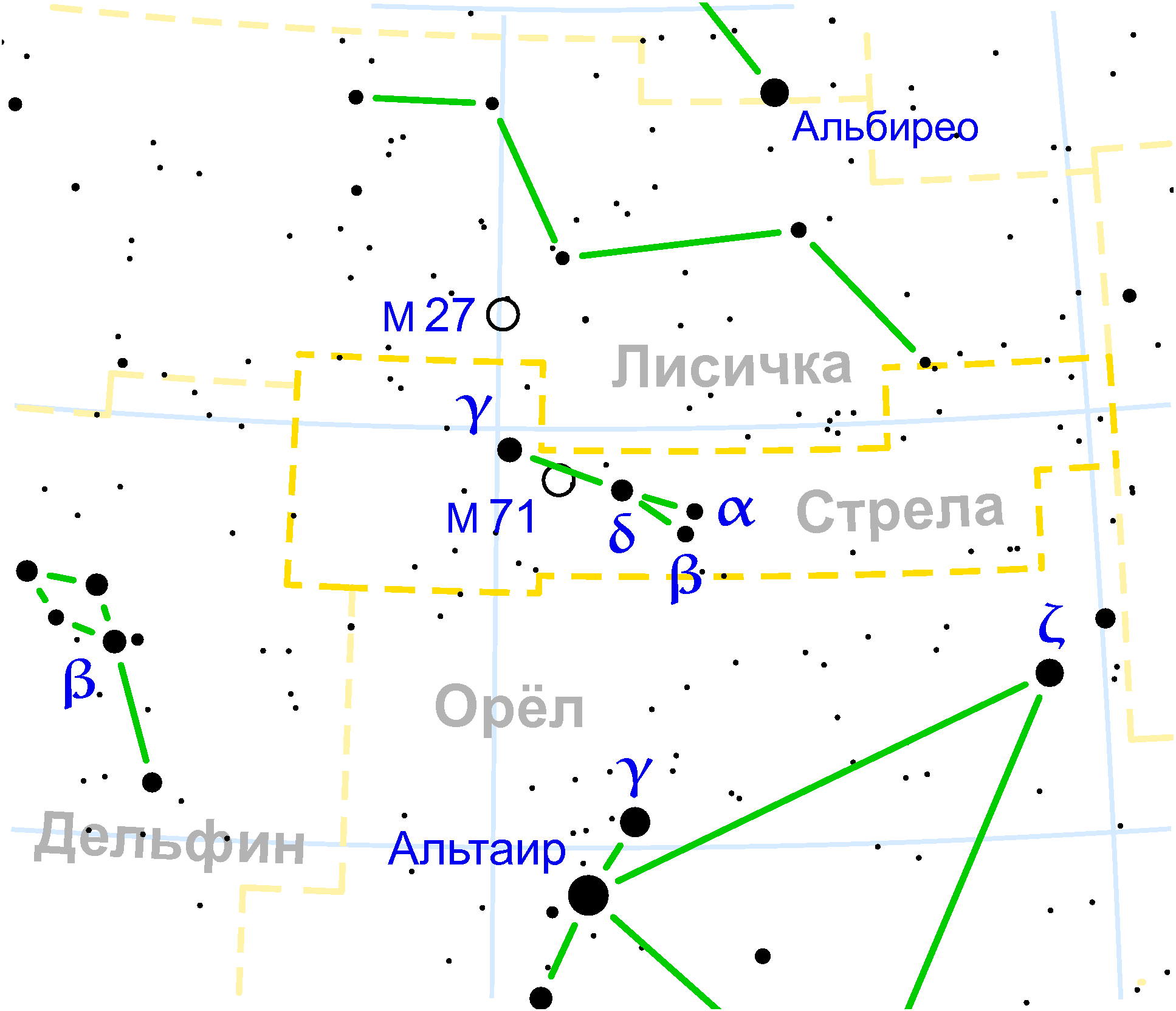
M27 — «Гантель» в сузір'ї Лисички

Ця планетарна туманність один з найчудовіших об'єктів для аматорських спостережень. М27 — велика, яскрава і при цьому легко знаходиться. При пошуку слід орієнтуватися на кінчик Стріли — зірку γ Sge. «Гантель» розташована трьома градусами північніше (вище, в напрямку Лебедя) під зірочкою 14 Vul 5-ї зоряної величини. Туманність можна розрізнити навіть за наявності міської засвітки, але краще, звичайно, для розглядання вибрати безмісячну ніч подалі від міст з їх штучним освітленням. Дивну гантелеподібну форму туманності можна вловити вже в телескоп з апертурою від 80 мм. У середовищі вітчизняних спостерігачів М27 часто називають «Огризком» — найяскравіша частина туманності в точності схожа на не до кінця з'їдене яблуко, американці іноді порівнюють форму з коробочкою бавовнику. У телескоп з більшою апертурою можна помітити з боків у яскравої частини туманності слабші «вуха», які доповнюють її форму до лимоноподібної. Крізь саме тіло туманності просвічує кілька зірок.
У спостереженнях цієї туманності (особливо при засвіченим небі) трохи допомагають посилити контраст «діпскай»-фільтри OIII і UHC.
На заході від М27 (приблизно у 8 градусах) розташований цікавий астеризм (малюнок з зірок) у формі вішалки-плічок Cr 399.

### Сусіди по небу з каталогу Мессьє
- М71 — (на південь в центрі Стріли) саме розсіяне з кулястих скупчень Мессьє;
- М56 — (на північний захід, по інший бік від голови Лебедя, β Cyg) неяскраве кулясте скупчення, яке загублене серед зірок Чумацького Шляху;
- М29 — (на північ, біля центру Лебедя у γ Cyg) розсіяне скупчення;

### Послідовність спостереження в «Марафоні Мессьє»
… М94 → М106 →М27 → М53 → М64 …

## Зображення

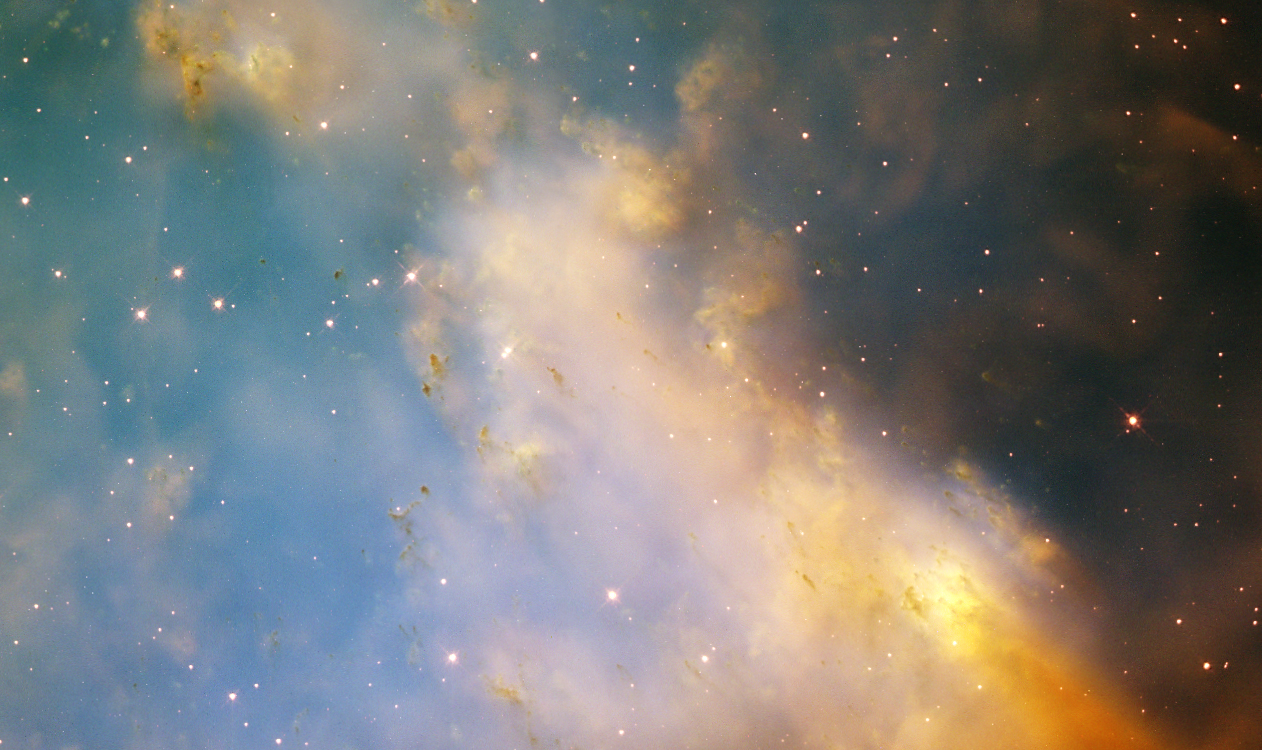
HST вузли зблизька у М 27 Фото: C.R. O'Dell (Vanderbilt University)